# Universitetscentret på Svalbard

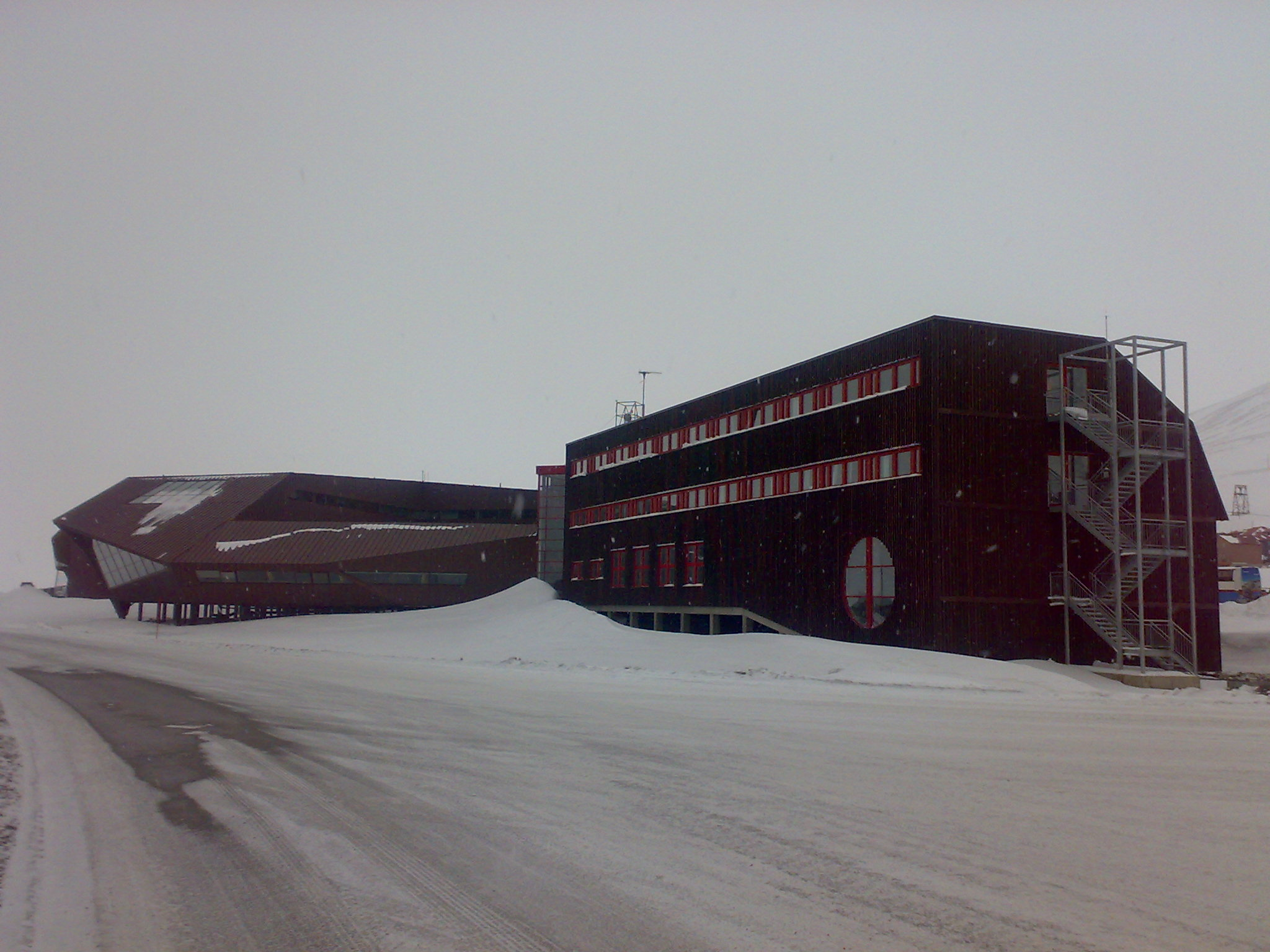
Universitetscentret på Svalbard.

Universitetscentret på Svalbard (UNIS) är en norsk forsknings- och utbildningssinstitution på Svalbard. Det är världens nordligaste utbildningssinstitution, och ligger på 78° nord i Longyearbyen.
UNIS undervisar och driver forskning inom arktisk biologi, geologi, geofysik och teknologi. UNIS är organiserat som ett statligt ägt aktiebolag som driver forskning och undervisning på universitetsnivå. 
Hälften av studenterna och personalen är utländska, och arbetsspråk på UNIS är engelska. 
Studenter som studerar biologi, geologi, geofysik eller teknologi kan söka sig för en termin till UNIS under det tredje och sista året av kandidatexamen. UNIS har dessutom ett antal kurser som är riktade till master- och doktorsexamensstudenter. Översikt över kursutbudet finns på UNIS hemsidor.
2012 hade UNIS 467 studenter från 23 länder som tog en eller flera kurser i Longyearbyen. Av dessa var 53 % internationella studenter. 2012 hade UNIS 24 heltidsprofessorer/försteamanuenser samt 28 deltidsprofessorer (Professor II). Dessutom erhåller UNIS årligen expertkompetens inom arktiska studier från hela världen och 2012 hade institutionen 153 gästföreläsare.

## Historik
UNIS grundades som en stiftelse 1993 av de fyra traditionella universiteten i Norge (Oslo, Bergen, Trondheim och Tromsø) och hade det första året 23 studenter och 7 anställda. 1995 fick UNIS en egen byggnad. 2002 blev UNIS omgjort till ett aktiebolag som är helägt av Kunnskapsdepartementet. Från augusti 2012 är dessa universitet representerade i UNIS styrelse: UiO, UiB, NTNU, UiT och UMB. 

## Svalbard Forskningspark
År 2005 blev UNIS-byggnaden utbyggd och ligger nu som en del av Svalbard Forskningspark, som blev officiellt öppnad av kung Harald och drottning Sonja den 26 april 2006. 2011 ingick UNIS formella samarbetsavtal med alla de åtta norska universiteten.
I Svalbard Forskningspark är följande institutionen samlokaliserade: 
- Universitetscentret på Svalbard
- Norsk Polarinstitutt – fältkontor
- European Incoherent SCATter scientific association (EISCAT)
- Svalbard museum
- Kunsthall Svalbard
- Svalbard Science Forum

## Övrigt
Universitetscentret på Svalbard har det 15 meter långa forskningsfartyget Viking Explorer.